# Magnús Þór Hafsteinsson
Magnús Þór Hafsteinsson, född 29 maj 1964 i Akranes, död 30 juni 2025 i Patreksfjörður, var en isländsk politiker.
Magnús var med i partiet Frjálslyndi flokkurinn (liberalt) och var alltingsledamot 2003–2007. Han var utbildad i iktyologi och arbetade på nyhetsredaktionen hos Islands public service-TV-bolag RÚV.
Han avled i en båtolycka, 61 år gammal.